# Jenna Presley
Jenna Presley, pravým jménem Brittni Ruiz (* 1. dubna 1987, Chula Vista, Kalifornie, USA), je americká duchovní v Cornerstone Church v San Diegu, která se stala otevřenou kritičkou svého bývalého života pornoherečky. V pornografickém průmyslu působila od roku 2005 do roku 2012.

## Život
Jenna Presley se narodila jako Brittni Ruiz 1. dubna 1987 v Chula Vista v americkém státě Kalifornie. Již jako nezletilá si v mexickém městě Tijuana přivydělávala striptýzem, a to téměř dva roky každý víkend. V sedmnácti letech se začala léčit s mentální anorexií a její léčba trvala celé dva roky. V roce 2005 s vyznamenáním absolvovala školu Hilltop High School a od června do října 2007 poté navštěvovala i Santa Barbara City College, kde studovala žurnalistiku.
V rozhovoru z roku 2005 uvedla, že byla vychovávána jako židovka, ale později se stala ateistkou. Také přiznala, že první sexuální zkušenost přežila ve čtrnácti letech. Nakonec roku 2013 ale konvertovala ke křesťanství a podle svých slov se stala silně věřící. V pornografickém průmyslu podle všeho skončila po rozhovoru s pastorkou Rachel Collinsovou. Po ukončení kariéry pornoherečky začala prodávat v obchodech a studovat psychologii na univerzitě. V roce 2013 se v rozhovoru přiznala, že v době, kdy byla pornoherečkou, užívala drogy, avšak přestala s tím a stala se křesťankou.
Byla dvakrát zasnoubená. Byla svědkyní vraždy jejího snoubence, kterého ubodal člen motorkářského gangu.
Má piercing v jazyce, levé nosní dírce a na pupíku. Též má několik tetování; stuhu na bicepsu, nápis na pravé straně trupu, květiny na pravém předloktí, hvězdu na pravém i levém boku, kříž s květinami na pravém lýtku a na dolní části zad má vílu. Od února do května 2006 měla také tetování na zadní straně krku, které ale nechala odstranit.

## Kariéra
Na vysoké škole se opět rozhodla přivydělávat si striptýzem, tentokrát v Spearmint Rhino. Tam se také setkala s vlastníky studia Astrux. Oficiálně do pornografického průmyslu vstoupila v září 2005, když jí bylo osmnáct let. Stačil jí ale jeden měsíc a chytila kapavku. Celkem hrála asi ve 275 filmech. Též se zúčastnila natáčení druhé série americké televizní show Jenny Jamesonové Jenna's American Sex Star, kde se dostala až do finále, nakonec ale skončila na druhém místě. Na prvním místě se umístila Roxy Jezel. V roce 2007 oznámila, že plánuje natočit několik posledních filmů s muži. Slib ale nedodržela a s muži stále natáčela ještě v roce 2008 a 2009. V červnu 2008 si navíc nechala zvětšit prsa. V roce 2010 ji magazín Maxim označil za jednu ze dvanácti nejoblíbenějších pornohereček současnosti. O rok později ji magazín Complex zařadil na sedmnácté místo v žebříčku sta nejvíce sexy pornohereček současnosti. Nikdy nenatočila scénky s análním sexem.
Během jejího působení v pornografickém průmyslu se proslavila svou schopností ejakulace, především díky scénám s Nickem Manningem. Též údajně užívala kokain, extázi a pervitin, což jí mělo pomoci zhubnout.
Svůj odchod z branže oznámila v listopadu 2012.